# Pandemia de COVID-19 en Malta

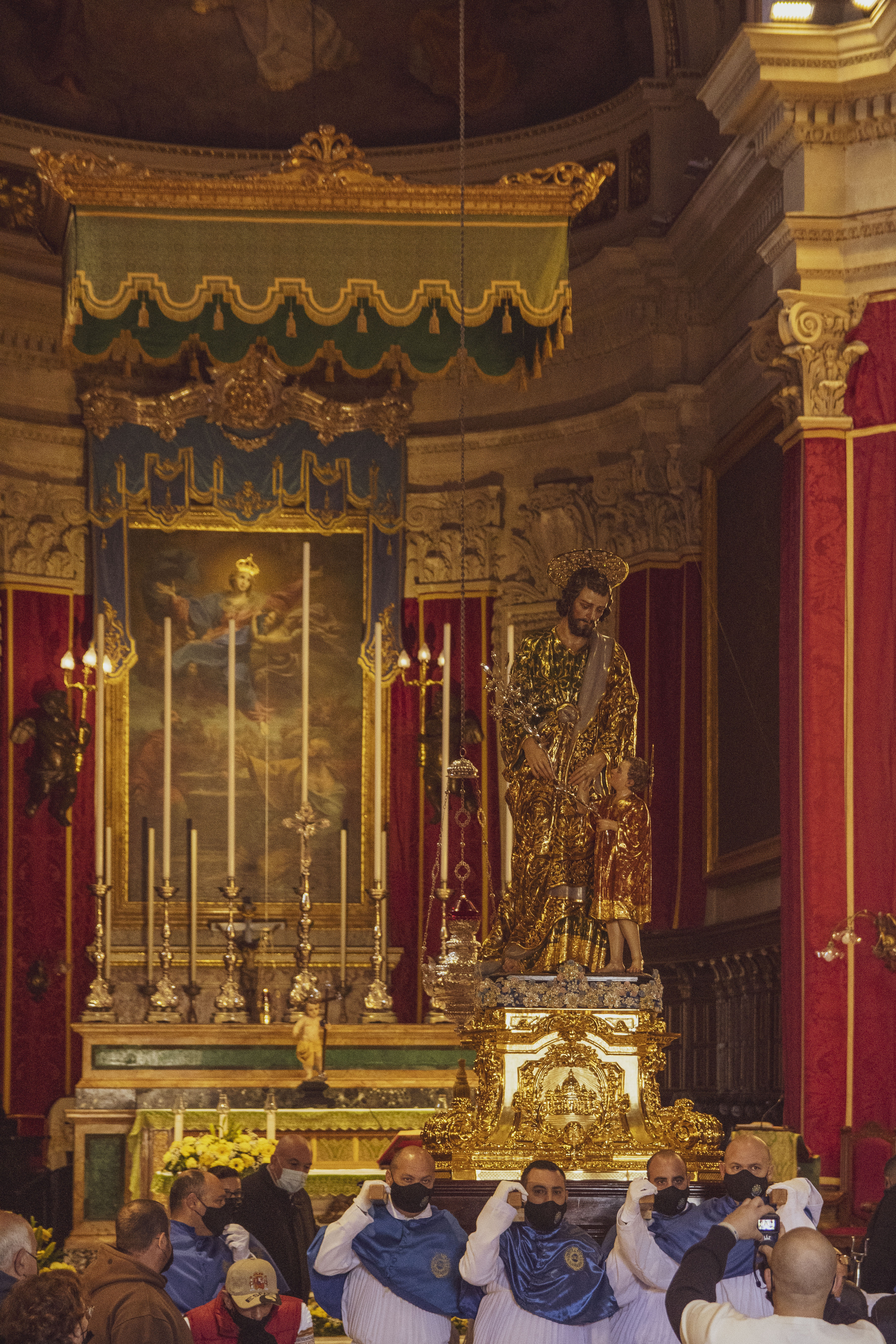
Los portadores de estatuas están de servicio pase lo que pase.24 de enero de 2021, Malta.

La pandemia de COVID-19 en Malta fue parte de la pandemia mundial de la enfermedad por coronavirus 2019 (COVID-19) causada por el síndrome respiratorio agudo severo coronavirus 2 (SARS-CoV-2). El primer caso de la enfermedad en Malta fue una niña italiana de 12 años el 7 de marzo de 2020. La niña y su familia estaban en aislamiento, como lo exigen quienes seguían las pautas de las autoridades sanitarias maltesas que se encontraban en Italia u otros países altamente infectados. Más tarde, sus padres también dieron positivo al virus.
Se impuso una cuarentena obligatoria a los viajeros y a quienes posiblemente estuvieron en contacto con quienes viajaron al exterior. Se impuso un confinamiento obligatorio a las personas mayores de 65 años o con enfermedades crónicas. La OMS elogió la respuesta del gobierno de Malta a la pandemia, antes de que el número de casos aumentara a 52 el 7 de abril. El primero de Mayo, debido a que la tasa de reproducción del virus estaba por debajo de 0, se anunció la primera relajación de algunas medidas.
La segunda ola del virus en Malta, que fue más grave, comenzó en el verano de 2020.

## Antecedentes
El 12 de enero de 2020, la Organización Mundial de la Salud (OMS) confirmó que un nuevo coronavirus era la causa de una enfermedad respiratoria en un grupo de personas en la ciudad de Wuhan, provincia de Hubei, China, que se informó a la OMS el 31 de diciembre de 2019. Al comienzo de la pandemia, se observó que la tasa de letalidad de COVID-19 era mucho más baja que la del SARS de 2003, pero que la transmisión era significativamente mayor y, por lo tanto, conduciría a un número total de muertes significativo.

## Medidas oficiales

### Salud y precaución
El 24 de enero de 2020, la Superintendente de Salud Pública, Charmaine Gauci, pronosticó una baja exposición debido a la ausencia de vuelos directos entre Malta y China.
El 24 de febrero, las autoridades sanitarias anunciaron que todos los pasajeros que llegaran a Malta serían examinados con cámaras térmicas; Se instalaron dos dispositivos de escaneo térmico en el Aeropuerto Internacional de Malta. También se escanearon los pasajeros que desembarcaban de los barcos en el Gran Puerto y la terminal de catamaranes en Marsa. En el Hospital Mater Dei, todos los pacientes con síntomas respiratorios fueron revisados por COVID-19.